# Davinder Singh
Davinder Singh (né le 18 décembre 1988 à Chak Shakur dans le district de Jalandhar) est un athlète indien spécialiste du lancer du javelot.

## Biographie
C'est un Sikh. Né d'un père agriculteur, la famille fait face à de nombreux problèmes financiers qui les obligent à emprunter de l'argent, notamment à Neeraj Chopra, champion du monde des moins de 20 ans en 2016. Il est officier dans l'armée indienne.
Sa participation championnats du monde 2017 a été compromise pour différentes raisons : un test antidopage positif à la marijuana, qu'il défend en déclarant en avoir consommé pour traiter une fièvre chronique et un nez saignant constamment, mais aussi une blessure à l'épaule qui rend la Fédération sceptique sur la performance que Singh pourrait réaliser aux mondiaux. Néanmoins, il est sélectionné et se qualifie pour la finale du lancer du javelot où il termine 12e (sur 13 finalistes) avec 80,02 m.
Il est entraîné par l'Allemand Uwe Hohn, seul lanceur de javelot ayant lancé à plus de 100 mètres (104,80 m avec l'ancien modèle).

## Palmarès
| Date | Compétition           | Lieu        | Résultat | Marque  |
| ---- | --------------------- | ----------- | -------- | ------- |
| 2015 | Championnats d'Asie   | Wuhan       | 8e       | 71,28 m |
| 2017 | Championnats d'Asie   | Bhubaneswar | 3e       | 83,29 m |
| 2017 | Championnats du monde | Londres     | 12e      | 80,02 m |

## Records
| Épreuve           | Marque  | Lieu    | Date       |
| ----------------- | ------- | ------- | ---------- |
| Lancer du javelot | 84,57 m | Patiala | 7 mai 2017 |